# Olcay
Olcay ist ein türkischer männlicher und weiblicher Vorname mongolischer Herkunft mit der Bedeutung Glück oder Glücklicher. Der Vorname tritt auch als Familienname auf. Die mongolische Variante des Namens ist Oltsai.

## Namensträger

### Männlicher Vorname
- Olcay Başarır (* 1949), türkischer Fußballspieler
- Olcay Çetinkaya (* 1979), türkischer Fußballspieler
- Olcay Gür (* 1991), türkischer Fußballspieler
- Olcay Şahan (* 1987), deutsch-türkischer Fußballspieler
- Olcay Turhan (* 1988), deutsch-türkischer Fußballspieler

### Familienname
- Kenan Olcay (1913–??), türkischer Ringer
- Osman Olcay (1924–2010), türkischer Diplomat und Außenminister
- Zuhal Olcay (* 1957), türkische Schauspielerin und Sängerin